# ابن آوى السوري
ابن آوى السوري (الاسم العلمي: Canis aureus syriacus) أو الواوي وفق التسمية المحليَّة في الديار الشامية، هو إحدى نُويعات ابن آوى الذهبي.

## الصفات الخارجية
لابن آوى السوري شعرٌ مُصفر ورمادي ممزوج بالسواد، وذيل قصير طرفه أسود. يتراوح طول البالغ منها بين ستين وتسعين سنتيمتراً، ويصل طول ذيله إلى ثلاثين سنتيمترٍ، وارتفاعه إلى قُرابة 40 سنتيمتراً، وتتراوح زنته بين خمسة واثنا عشر كيلوجراماً. والذكور أكبر حجماًً من الإناث. تُعد النُويعة السوريَّة مُتوسطة الحجم إذا ما قورنت بالنُويعة المصرية (Canis aureus lupaster) الأكبر حجماً، والنُويعة العربية (Canis aureus hadramauticus) الأصغر حجماً.

## التغذية
ابن آوى السوري من القوارت (آكل لِكُل شيءٍ سواء كان من مصدرٍ حيواني أو نباتي)، فهو يفترس الحيوانات الأُخرى مثل الحشرات والحلازين والسحالي والأفاعي والضفادع والطيور والأسماك والقوارض والأرانب وصغار الغزلان وجيف الثدييات الأكبر حجماً، كما يسطو على مزارع الدواجن في القرى والمناطق الريفية؛ كما يتغذى ابن آوى على الثمار مثل التمر. وهو يبحث عن غذائه ليلاً، ولكنه ينشط أيضاً خلال ساعات النهار، وخاصة في ساعات الصباح، وقبل غروب الشمس.